# Nando Matola
Nando Matola (Maputo, 9 agosto 1982 – Modjadjiskloof, 2 settembre 2007) è stato un calciatore mozambicano, di ruolo difensore.